# 艷情小說
艳情小说在中国主要是指明末清初时部分涉及性描写的市井小说。明末清初艳情小说的文笔主要采用白描的手法，而无性心理类的描写。艳情小说的兴起被认为是由于因为明末政治与社会频繁动荡，对原有道德观念形成冲击；又因为商品经济的长足发展，市井阶层的娱乐需求及消费能力相应扩张，使艳情小说有一定市场。

## 代表作品
唐代：
- 《游仙窟》，唐人傳奇名篇之一。
- 《天地陰陽交歡大樂賦》，原藏敦煌鸣沙山石窟，19世纪末被法国考古学家汉学家伯希和发现，带回巴黎，现藏巴黎法国国立图书馆。

元代、明代：
- 《灯草和尚》
- 《飛燕外傳》
- 《弁而钗》醉西湖心月主人
- 《禅真逸史》（又名《残梁外史》、《妙相寺全传》），署名方汝浩
- 《禪真後史》，《禅真逸史》的续书
- 《僧尼孽海》
- 《隋煬帝艷史》，明代齊東野人編著。[2]
- 《癡婆子傳》，芙蓉主人輯[3]
- 《如意君传》，又名《阃娱情传》，署名徐昌龄
- 《金瓶梅》，又名《金瓶梅词话》。有研究認為第十八、十九、二十七、二十八、二十九、五十、五十一、五十二、六十一、七十三、七十八、七十九回中的性描写，都是仿照《如意君传》所写，甚至整段抄袭。
- 《載花船》
- 《绣榻野史》，呂天成著
- 《浪史》，署名又玄子
- 《龍陽逸史》
- 《昭陽趣史》
- 《歡喜冤家》

清代：
- 《株林野史》，署名痴道人
- 《肉蒲团》，李渔
- 《姑妄言》，遼東人曹去晶
- 《杏花天》，古棠天放道人[4]
- 《品花宝鉴》（別名	《怡情佚史》、《群花宝鉴》），陈森
- 《春灯迷史》
- 《妖狐艳史》
- 《闹花丛》
- 《蜃楼志》

## 另見
- 色情小說
- 情色文學或情慾小說